# Carlo Crivelli (peintre)
Pour les articles homonymes, voir Carlo Crivelli.
Carlo Crivelli, né vers 1430/1435 à Venise et mort vers 1494/1495, est un peintre italien de la Renaissance.
Originaire de Venise, frère aîné du peintre Vittorio Crivelli, il se forme à Padoue et travaille plus tard principalement dans le sud des Marches, devenant l'artiste actif le plus important du bassin adriatique de la période, à l'exclusion de la lagune vénitienne. Influencé par Donatello dans sa jeunesse, son art balance toujours entre la nouveauté de la perspective, un expressionnisme intense et un dessin incisif et nerveux d'une part, et d'autre part, avec l'usage de somptueux décors du gothique tardif, faits de marbres tachetés, de tissus précieux, de fruits, d'animaux et d'arabesques dorées.
Tout en restant par choix isolé des grands courants de l'art de la Renaissance qui traversent la péninsule, Crivelli se renouvelle sans cesse avec une originalité et une recherche formelle jamais interrompue : « Il ne reste pas tranquillement assis, ni ne se montre satisfait d'une créativité assumée et répétée ; au lieu de cela, il lutte pour ne pas chercher de nouvelles compositions, mais plutôt de nouvelles solutions formelles, presque subjugué par le besoin d'une perfection impossible ». Ses recherches sont différentes de celles de ses contemporains, mais non moins complexes : il ne cherche pas le souffle atmosphérique de son compatriote Giovanni Bellini, mais tente d'insérer des moments de vérité, marquée dans un schéma archaïque et abstrait.

## Biographie

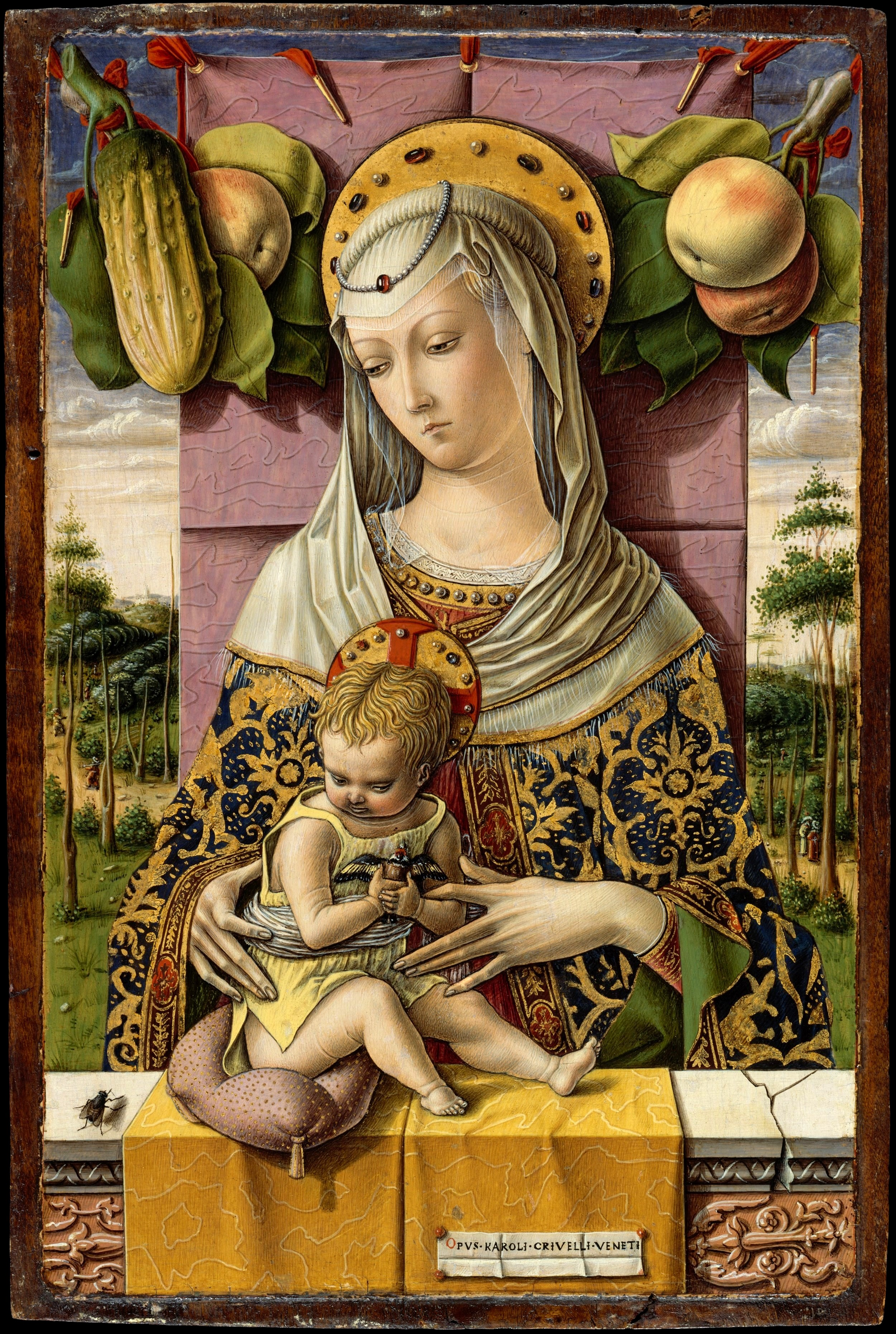
La Vierge à l'Enfant. 1473. Détrempe et or sur bois., H 36,5 ; l 23,5 cm. Metropolitan Museum of Art

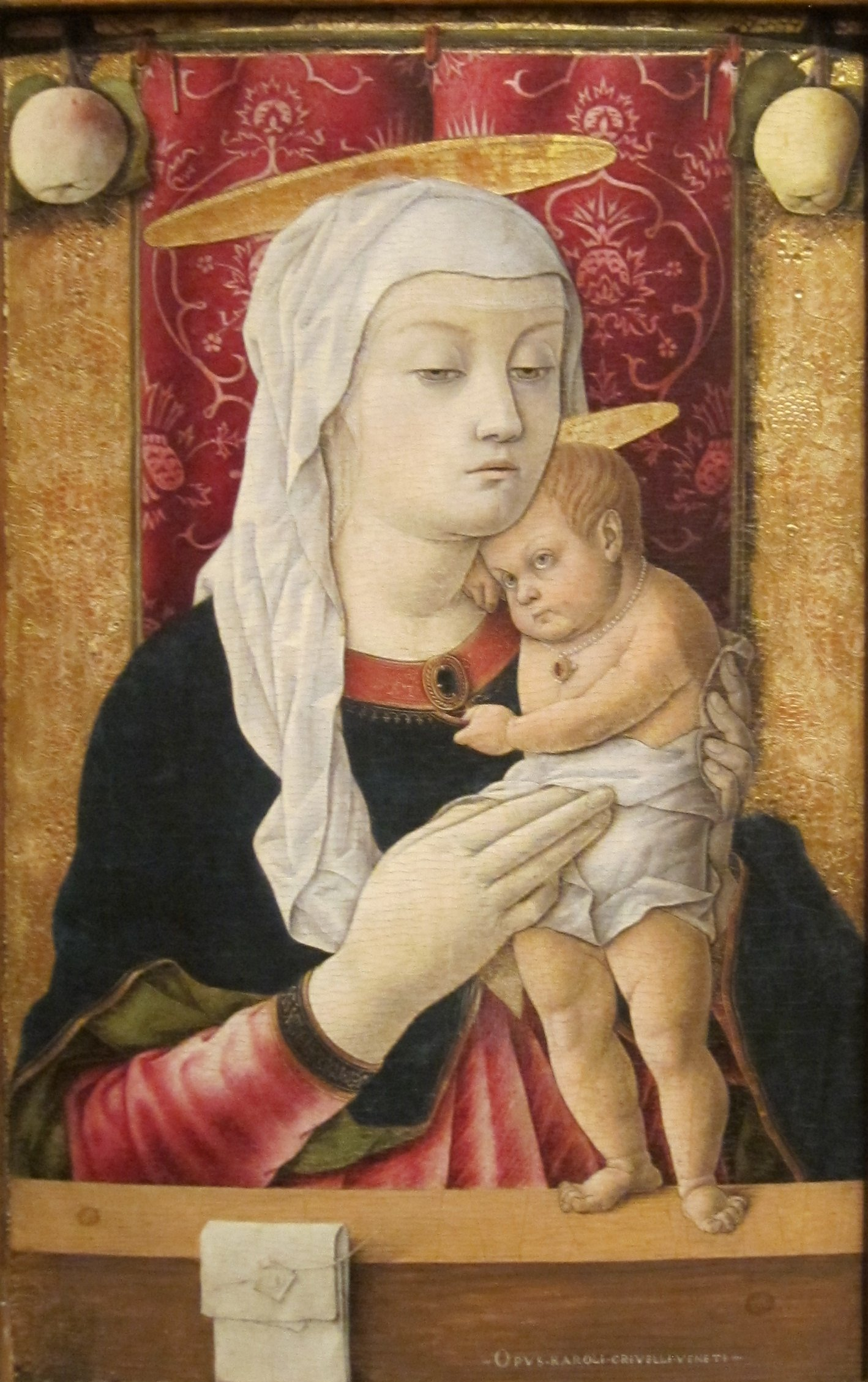
Madone Huldschinsky. vers 1468. H 62 ; l 40 cm. San Diego Museum of Art

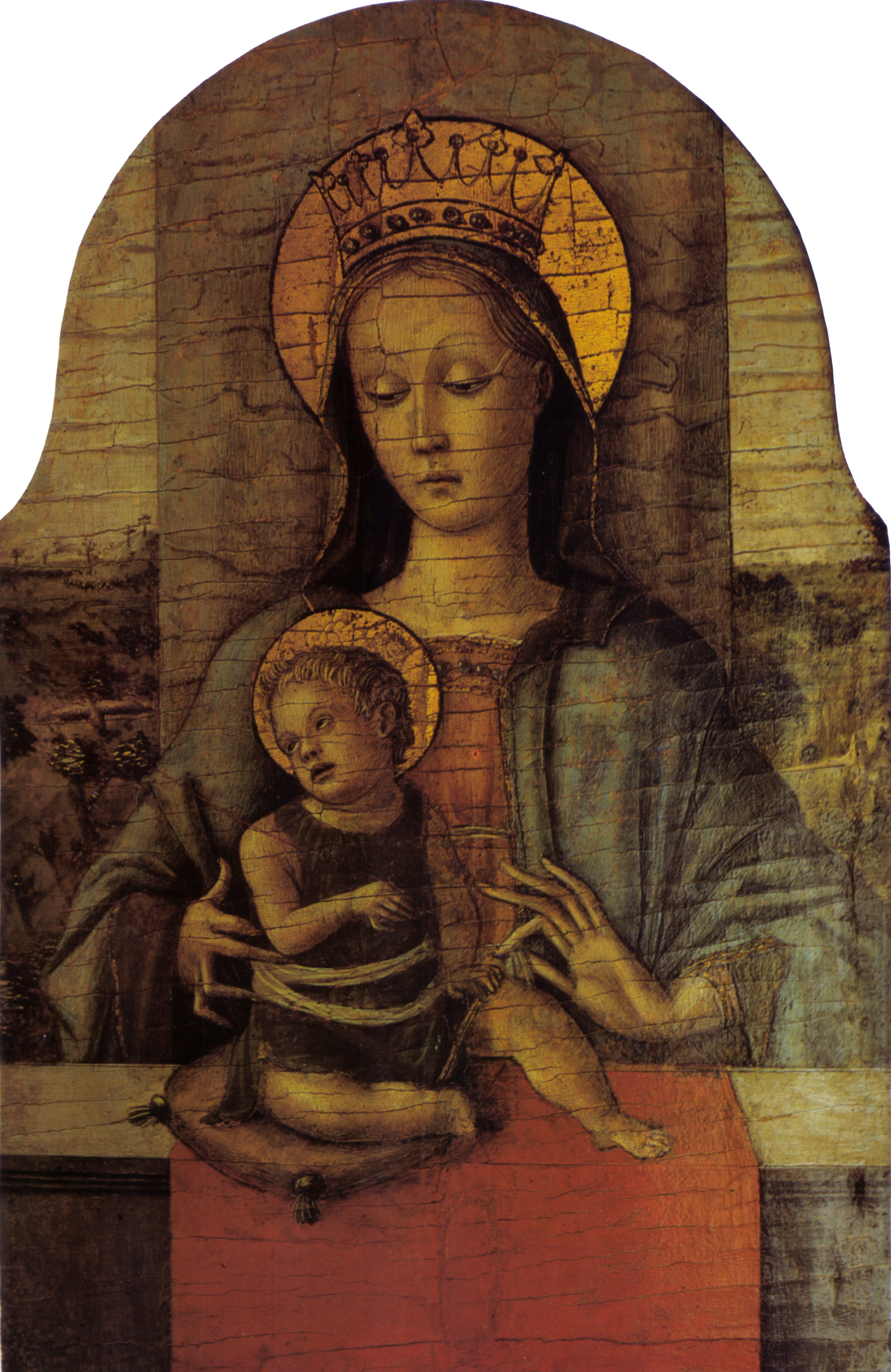
Madone Speyer. Détrempe et or sur bois. 1450/1460. Palazzo Loredan Cini

La connaissance de la vie de Carlo Crivelli est limitée par la rareté des documents le concernant et tient aux nombreuses signatures qu'il a apposées sur ses œuvres qui, bien que souvent démembrées et dispersées, permettent de reconstituer ses déplacements.

### Origines
Un document daté du 13 octobre 1444 atteste que Carlo Crivelli est le fils du peintre Iachobus de Chriveris, qui vit dans la paroisse de San Moisè à Venise et qu'il a un frère cadet nommé Vittorio. Un troisième frère, un dénommé Ridolfo dal Ricci, n'a probablement jamais existé. Aucun travail n'est connu pouvant être rattaché à l'activité de son père : il figure probablement parmi les disciples de Jacobello del Fiore ou Michele Giambono. Aucun document ne permet de connaitre la date de naissance de Carlo qui, par déduction, est estimée dans les années 1430-1435 car il devait déjà être majeur lorsque, le 7 mars 1457, il est condamné à six mois de prison et à une amende de deux cents lires, « parce que, amoureux de Tarsia, épouse du marin vénitien Francesco Cortese, la kidnappa dans la maison du frère de Francesco et la garda cachée pendant de nombreux mois, ayant des relations charnelles avec elle au mépris de Dieu et des liens sacrés du mariage ». L'histoire du concubinage avec la femme d'un marin, absent pendant longtemps, fait scandale et est probablement la raison pour laquelle l'artiste quitte sa ville natale sans jamais y revenir.

### Formation et premières œuvres
Bien qu'aucune documentation ne soit disponible, Carlo Crivelli est probablement apprenti chez Antonio Vivarini, Giovanni d'Alemagna et Bartolomeo Vivarini, à Murano, ce dernier étant bien au fait de la culture picturale padoue contemporaine, assise sur l'école de Francesco Squarcione ; le jeune Crivelli est influencé par celle-ci, en particulier par son contemporain dalmate Giorgio Ćulinović, connu sous le nom de Giorgio Schiavone, Andrea Mantegna, Marco Zoppo, Cosmè Tura, ainsi que par les Florentins de passage tels que Filippo Lippi et Donatello, lui aussi dans la ville dans les années 1450. On ignore si le jeune artiste a, avant même sa condamnation, un contact direct avec l'école padouane, ou s'il la connait seulement par l'intermédiaire des Vivarini.
Concernant ses premières années à Venise, aucune œuvre n'est attribuable à Crivelli avec certitude. Les œuvres dont se souvient l'historien vénitien Carlo Ridolfi (1648) dans sa ville d'origine sont toutes perdues, à savoir un San Fabiano et le Mariage mystique de Santa Caterina dans l'église San Sebastiano et les histoires de San Leone Bembo dans la chapelle de San Sebastiano près de San Lorenzo ; celles citées par Boschini en 1664 ont connu le même sort. Un couple de Madones signées, la Madone Huldschinsky  à San Diego, et la Madone à l'Enfant avec putti à Vérone, installées dans des monastères vénitiens, sont datées du début des années 1460 et révèlent des influences padouanes, même si Stephano Bottari leur trouve des similitudes avec Domenico Veneziano. Selon l'hypothèse de Zampetti, la Madone Speyre conservée à la Fondation Cini, d'un style plus proto-Renaissance proche de Iacopo Bellini, serait encore plus ancienne.

### À Zadar
Après son arrestation en 1457, l'artiste se trouve probablement à Padoue, où il doit être proche de Giorgio Schiavone, puis il le suit jusqu'à Zadar en Dalmatie, ville alors sous domination vénitienne, où Schiavone réside depuis 1461 au moins. Crivelli y est mentionné dans deux actes notariés du 23 juin 1463 et du 11 septembre 1465, comme maître peintre, citoyen et habitant de la ville dalmate, ou résident depuis quelques années.
Aucune œuvre n'est connue de son séjour à Zadar. Deux Madones à l'Enfant avec deux anges, conservées à Zagreb et à New York, qui lui ont été attribuées, montrent une certaine faiblesse qui les a fait réattribuer à son frère Vittorio, qui est également dans la ville à cette époque et qui reste en Dalmatie jusqu'en 1476. Les  madones de Vérone et de San Diego peuvent aussi être datées de cette période, pendant laquelle l'artiste se décrit comme « vénitien », et donc probablement en dehors de sa région d'origine.

### Arrivée dans les Marches
Les raisons pour lesquelles Carlo Crivelli quitte Zadar et la date à laquelle il traverse l'Adriatique sont inconnues. En tout cas, en 1468, il signe le polyptyque de Massa Fermana, et en 1469 il se trouve à Ascoli Piceno, où il a déjà l'occasion d'entrer en conflit avec un citoyen sur une question administrative dont subsistent des traces documentées. Le 16 février 1469, il attaque en justice un certain Savino et choisit comme procureurs Ulisse di ser Antonio da Venezia et Corradino Pasqualucci d'Ascoli. Les premières œuvres de l'artiste dans les Marches gravitent toutes autour de Fermo, comme le polyptyque de Porto San Giorgio (1470), destiné à l'église San Giorgio de la ville et commandé par un certain Giorgio, un Albanais qui y ayant émigré à la suite de la conquête turque.

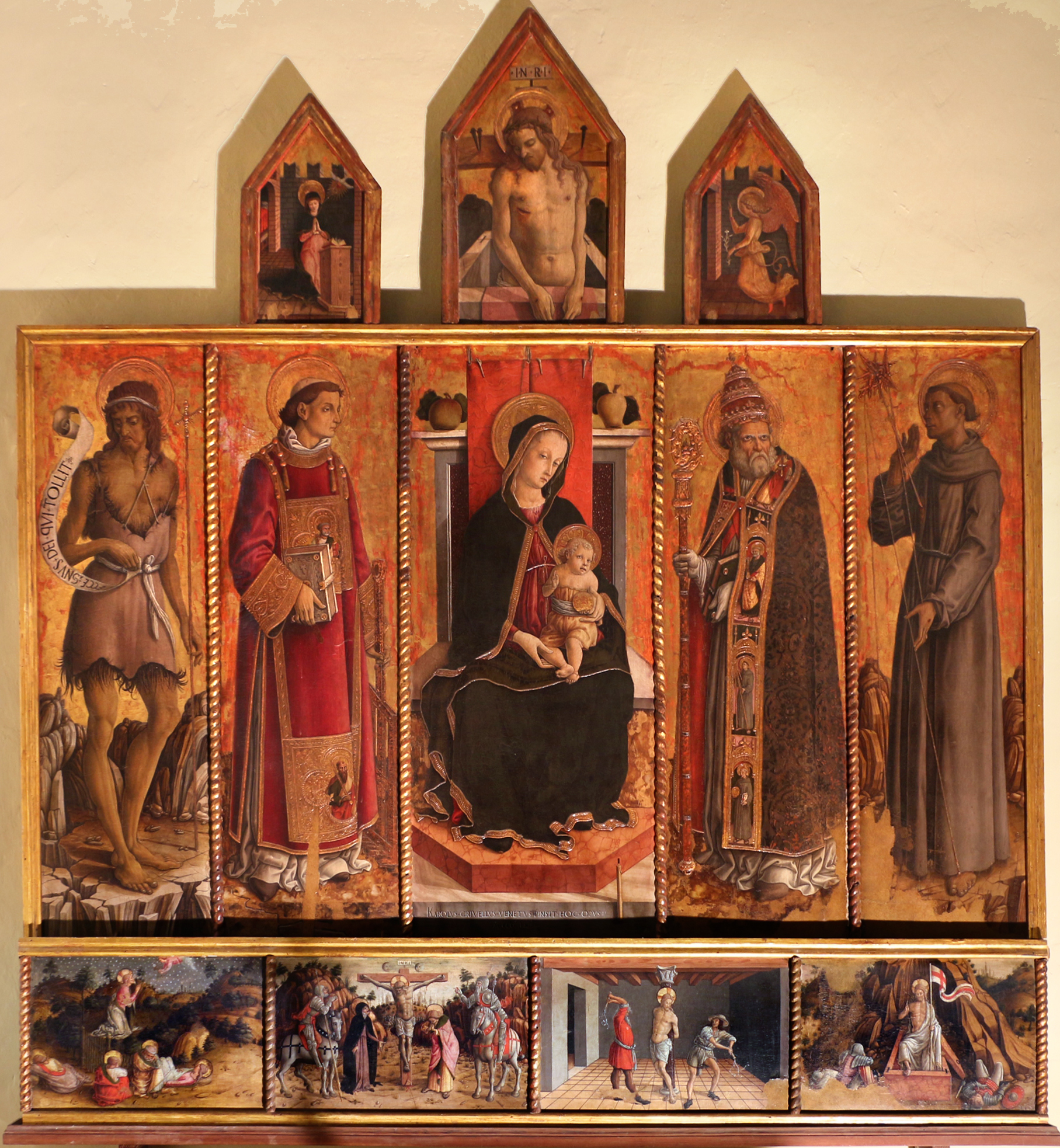
Polyptyque de Massa Fermana, 1468.

### Installation à Ascoli Piceno

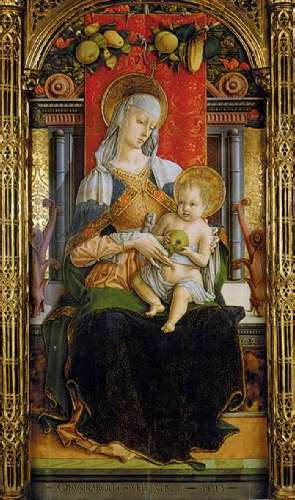
Madone d'Ascoli, détail du polyptyque de Sant'Emidio.

Des documents indiquent que la résidence permanente de Carlo Crivelli se situe à Ascoli Piceno à partir de 1473, date à laquelle il peint le polyptyque de Sant'Emidio pour la cathédrale. Il y achète une maison le 17 juin 1478 pour 10 ducats, dans le quartier de San Biagio.
Il se marie à une date indéterminée avec une certaine Iolanda, probablement originaire d'Atri dans les Abruzzes, avec qui il a une fille, Diana, et un fils décédé en août 1487 ; ils adoptent également une fille, Biasiola.
L'hypothèse que pendant ces années l'artiste ait visité Ferrare, où des œuvres de Rogier van der Weyden sont visibles, ou peut-être la Toscane, n'est confirmée par aucune trace documentaire et la vie de Crivelli semble se dérouler sans interruption, et jusqu'à sa mort, dans le Piceno. Sa renommée, ou peut-être son esprit d'entreprise, le conduit à se rendre dans de nombreuses villes de la région où il signe de nombreux retables.
C’est désormais dans cette région, qu’il réalise la plus grande partie de ses œuvres, commandes de Dominicains et de Franciscains qui rivalisent dans la construction de vastes églises gothiques et dans l’occupation stratégique des cités. La plupart de ses œuvres y sont encore visibles.

### Séjours à Camerino

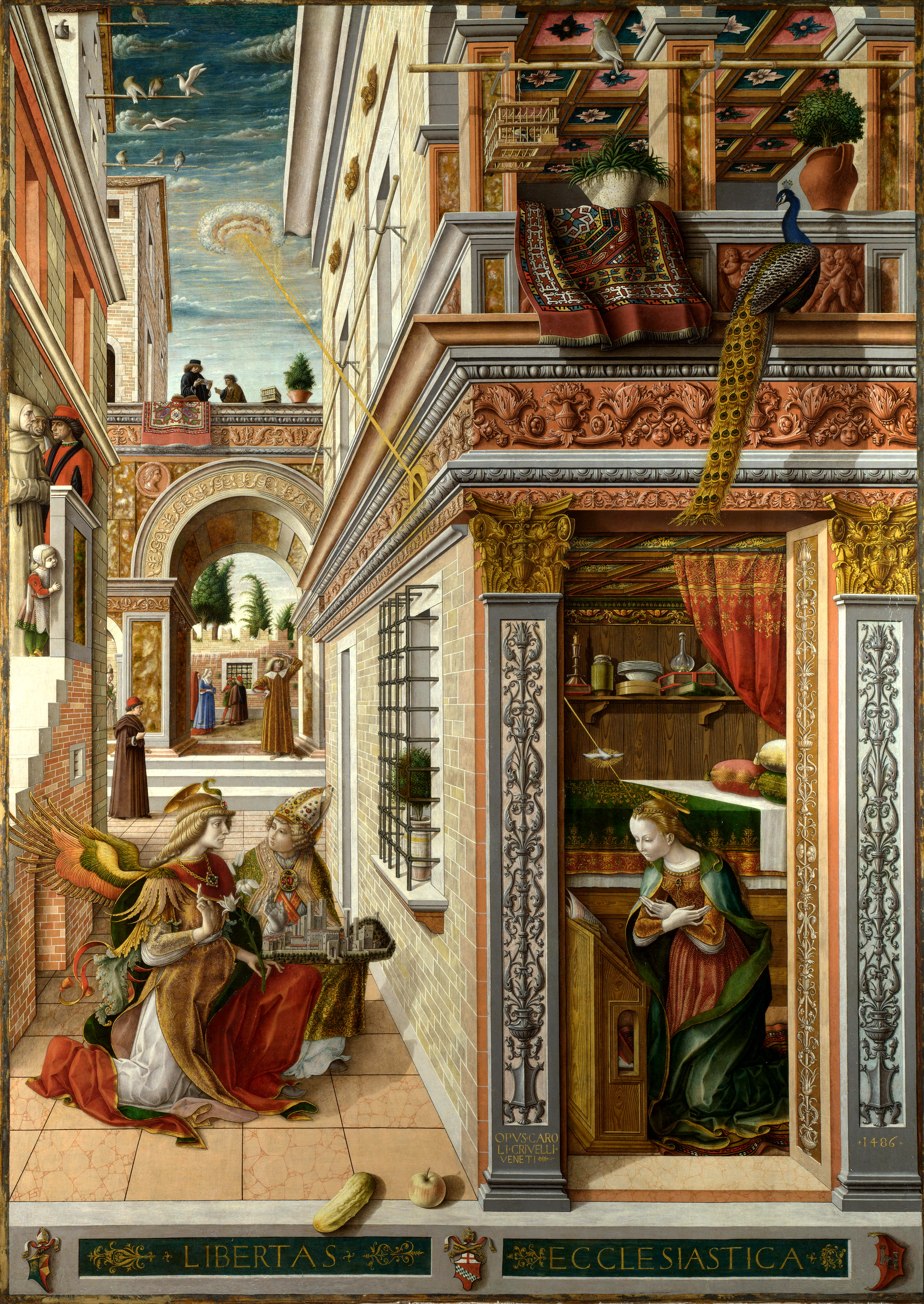
Annonciation d'Ascoli.

Certains séjours à Camerino, ville dirigée par les Da Varano, très active du point de vue culturel, où divers peintres ont travaillé dont Girolamo di Giovanni et Giovanni Boccati, que Crivelli devait déjà avoir connu lors de leur apprentissage commun chez Squarcione à Padoue sont avérés. Des maîtres étrangers y sont également actifs, comme Niccolò Alunno, qui doit avoir une certaine influence sur son collègue vénitien.
En 1482, il signe le polyptyque de San Domenico à Camerino. Tout au long des années 1480, Crivelli doit répondre à d'autres commandes pour lesquelles il doit alterner des séjours à Ascoli et à Camerino, avec une tendance à prolonger les séjours dans la seconde localité, comme on peut le constater dans un document daté de 1488 dans lequel il est signalé comme « commorante » dans la ville du Varano, soit un résident y possédant une résidence fixe. Au cours de ces années, le palais des Doges est décoré et il n'est pas improbable que Crivelli participe aux travaux bien qu'aucune trace de celui-ci ne puisse être trouvée dans les quelques fragments connus.
Dans sa maturité tardive, il intègre quelques innovations extérieures, comme la structure du retable devant le polyptyque :  l'Annonciation d'Ascoli, datée de 1486 en est un exemple. La particularité de l'œuvre, située à l'origine dans l' église de la Santissima Annunziata à Ascoli Piceno, réside dans la maîtrise des innovations de la Renaissance. S'il est vrai que la production de Crivelli se caractérise par des pratiques anciennes, dans la lignée de la tradition vénitienne antérieure à Bellini, cela n'est en aucun cas dû à la méconnaissance des valeurs picturales de la Renaissance ; l'archaïsme de Crivelli apparaît comme un choix délibéré et conscient.

### Dernières années

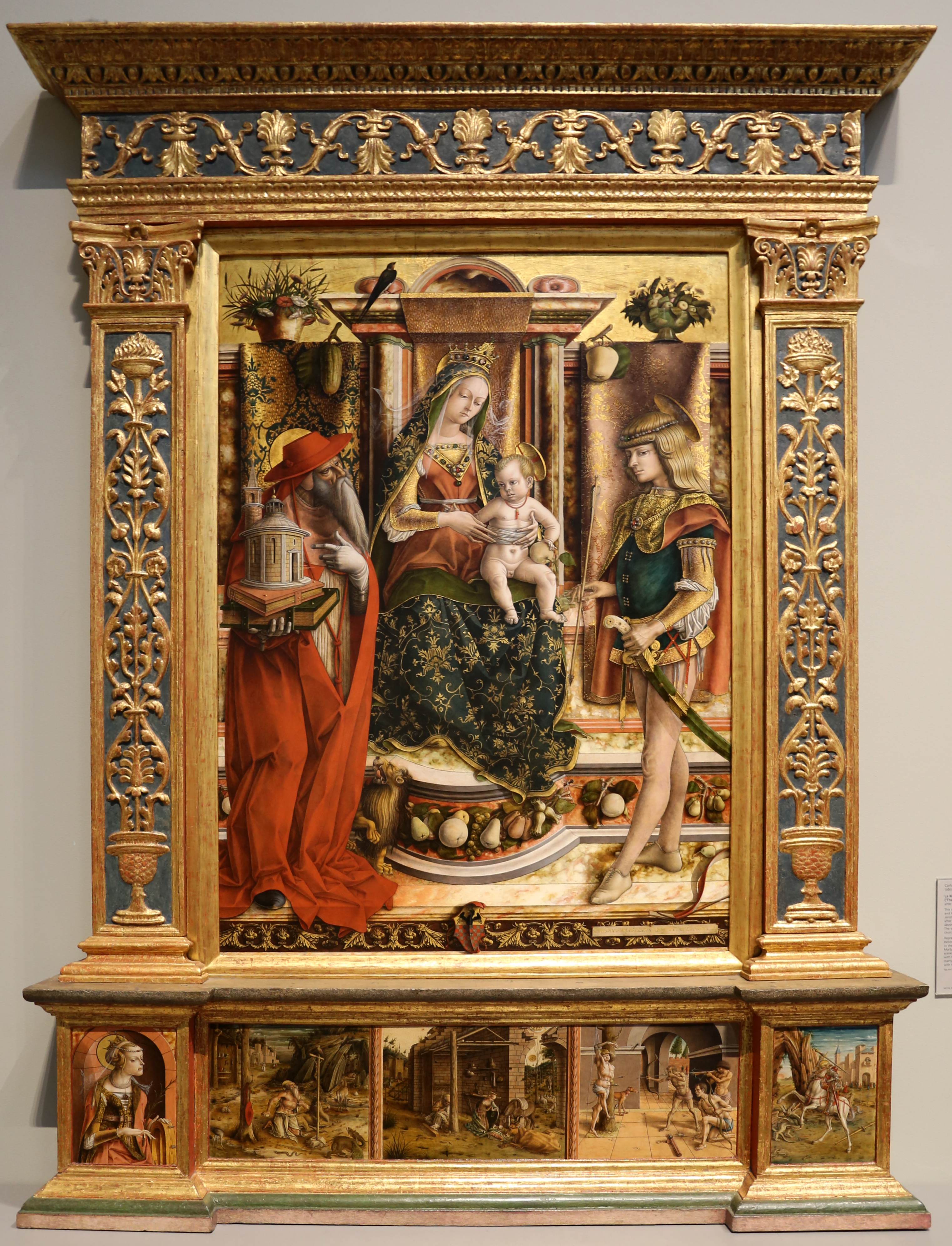
La Vierge à l'hirondelle, après 1490.

En 1488, est enregistré à Ascoli le décès de son seul enfant de sexe masculin, dont le nom et l'âge ne sont pas mentionnés, mais qui en tout cas doit être assez jeune : pour les funérailles, dans le livre comptable de la cathédrale, un don de deux livres de cire est enregistré de la part de l'artiste. C'est la dernière trace de sa présence dans la ville, alors que les commandes à l'extérieur s'intensifient. Le 10 mai 1488, il livre le polyptyque destiné au maître-autel de la cathédrale de Camerino.
À l'approche de la vieillesse, Crivelli se déplace constamment entre Camerino, Matelica, Fabriano et Pergola. Dans ce contexte, il se produit un épisode particulier, l'octroi en 1490 du titre de chevalier par Ferdinand d'Aragon, prince de Capoue et futur roi de Naples. Ferdinand, alors que son état traverse une période difficile, a de bonnes relations avec Ascoli ; il est en conflit latent avec les États pontificaux, à tel point qu'en septembre 1491, il traverse le Tronto, occupant de vastes zones des régions de Fermo et d'Ascoli sous juridiction papale. Dès août 1491, Ascoli, trop proche du jeune dirigeant, est excommunié par le cardinal Balue et ses églises touchées par l'interdiction. Alors que le pape Sixte IV se déplace pour rassembler des alliances afin de bloquer l'adversaire, il retire ses troupes, laissant les habitants d'Ascoli en difficulté « qui durent subir de nombreuses humiliations ». Le titre reçu par le peintre s'inscrit dans le contexte de ses relations ambigües avec les états voisins de l'époque.
Dans ce document de 1490, Crivelli est admis parmi l'entourage du prince, ni en qualité de vénitien ni en celle de peintre, mais en mémoire de la fidélité des citoyens d'Ascoli envers la monarchie napolitaine : Ferdinand est après tout le petit-fils de Francesco Sforza qui a longtemps détenu la seigneurie de la ville. Cet accent mis sur la « fidélité » citoyenne fait que l'octroi du titre au peintre est souligné comme une probable tentative de Ferdinand de s'attirer la sympathie des Ascolans. Crivelli apposera toujours ensuite le titre dans la signature de ses œuvres.
Après le départ de Ferdinand, l'honneur qui lui a été rendu, place le peintre dans une situation delicate, cause probable à l'origine de son depart de la ville. Les dernières années, ses déplacements s'intensifient, un dernier document le mentionne à Fabriano, où, le 7 août 1494, il livre un retable.

### Décès

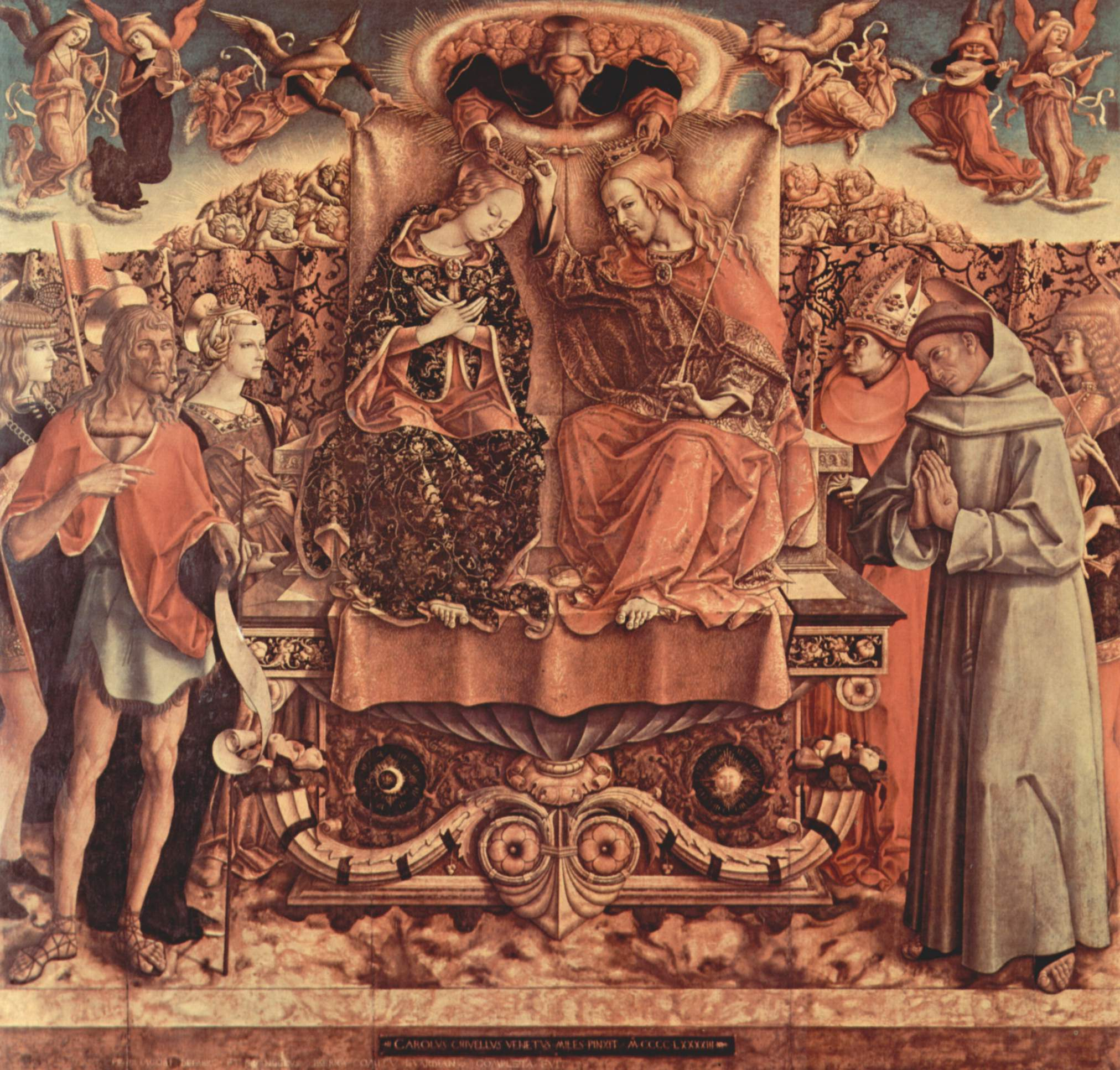
Détail du Retable de San Francesco, Fabriano.

La mort du peintre se situe entre l'achèvement du Retable de San Francesco à Fabriano et la demande déposée par son frère Vittorio, qui réside à Fermo, datée du 7 septembre 1495, afin d'être  reconnu comme son héritier universel . Ce frère ne connait pas la situation familiale de Carlo Crivelli, déclarant qu'il n'a pas d'enfants et ignore son mariage : on peut en déduire l'absence totale de contact entre les deux frères depuis de nombreuses années ; dans le même document, Vittorio qui travaille probablement dans le domaine artistique admet avoir négligé son frère dans la vie et être endetté. L'historiographie locale indique traditionnellement que Carlo est mort à Fermo et est enterré dans l'église San Francesco, mais la lettre de Vittorio au magistrat d'Ascoli contredit cette information ; on pense qu'il n'est pas non plus mort à Ascoli, mais plutôt lors de l'un de ses séjours à Pergola, Matelica ou Fabriano  .
La situation familiale du peintre est connue par des documents postérieurs à sa mort, liés à la question de l'héritage. Le nom de sa femme Iolanda apparaît pour la première fois dans un document datant de l'an 1500, alors que Carlo est mort depuis cinq ans ; elle devait être beaucoup plus jeune que son mari car, après la conclusion des problèmes testamentaires en 1511, elle est signalée encore vivante en 1524. Elle se dispute avec le gendre de Diana après la mort de sa fille, essayant de ne pas le désigner comme héritier ; elle ne désigne pas plus Carlo, fils de Biasola, qui porte le nom de son grand-père adoptif.

## Redécouverte

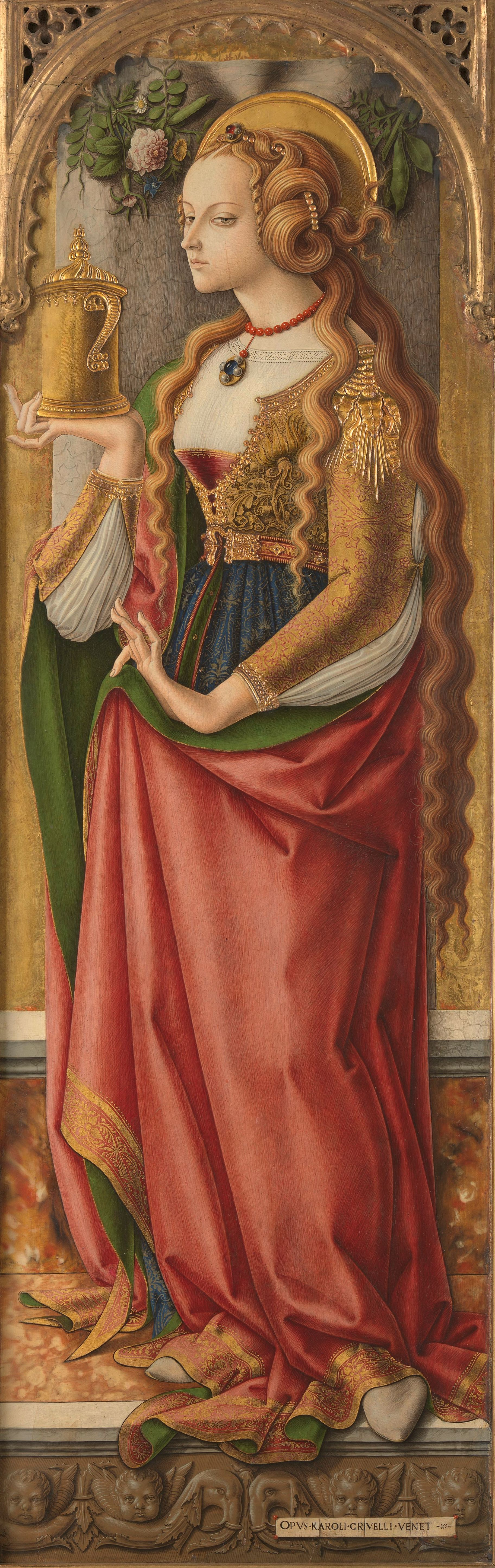
Sainte Marie-Madeleine, bois,, Rijksmuseum Amsterdam.

Comme un autre Vénitien transplanté dans les Marches, Lorenzo Lotto, Crivelli subit une éclipse dans l'historiographie artistique. Ignoré par Vasari, évoqué rapidement par les historiens vénitiens du XVIIe siècle, il faut attendre la fin du XVIIIe siècle qu'un jugement sur son œuvre voie le jour, par un personnage originaire des lieux où Crivelli travaillait, l'abbé Luigi Lanzi. Il écrit: « C'est un digne peintre qui est connu pour la force de la coloration plutôt que pour le dessin; et son plus grand mérite réside dans les petites histoires, où il met de vagues villages, et donne aux figures grâce, mouvement, expression [...]. Pour le jus des couleurs et pour le nerf du dessin, ce peintre peut à juste titre être qualifié de très précieux parmi les anciens. Il était heureux d'introduire des fruits et légumes dans toutes ses peintures, en donnant la préférence à la pêche et au citron; quoiqu'il ait traité tous les accessoires avec une telle habileté que dans la finitude et l'amour ils ne cèdent pas à la comparaison des Flamands. Il ne sera pas inutile de mentionner que ses peintures sont réalisées à la détrempe et donc à intervalles, et sont mêlées à de la gomme si tenace qu'elles résistent à toute substance corrosive ; c'est pourquoi elles sont restées très lumineuses ».
Cette première reconnaissance arrive tardivement du fait de la localisation périphérique de ses œuvres, qui n'ont pas forcément été vues, même par un enquêteur comme Vasari. Au XVIIIe siècle, l'intérêt pour l'artiste ravive le marché des antiquaires : de fausses signatures sont ajoutées aux œuvres de son école et certains de ses polyptyques quittent les Marches après avoir été acquis par de connaisseurs comme le cardinal Zelada.
Amico Ricci s'intéresse à son œuvre, lui consacrant un chapitre dans ses Memorie storiche delle arti e degli artisti della Marca di Ancona (1834). Comprenant l'importance des échanges entre Venise et les Marches, il écrit: « Si la peinture avait bénéficié à Venise d'un de nos marquis (faisant allusion à Gentile da Fabriano), il n'en était pas moins parmi nous un Vénitien, qui en ces lieux conduit et diffuse beaucoup de lumière ». Ricci commence également à reconstituer sa biographie et à établir le catalogue de l'artiste qui, bien que non exempt d'erreurs, ont servi de base aux études ultérieures.
De la fin du XVIIIe  à la première moitié du XIXe siècle, jusqu'au retable de la Vierge à l'hirondelle de Matelica en 1862, le soi-disant « cas Crivelli » est consommé. Lhistoriographie artistique de Carlo Crivelli est redécouverte et évaluée de manière critique alors que son œuvre souffre de suppressions et de démembrements sauvages qui la rendent illisible et parfois irrécupérable. Ainsi, de la fin du XIXe siècle à nos jours la critique a entrepris la reconstitution ses polyptyques démembrés.
Hormis les tableaux des collections des cardinaux romains, rares à partir de la fin du XVIIIe siècle, et la spoliation napoléonienne qui transfère  des œuvres des Marches à Brera (1812), ce sont surtout les Anglais qui manifestent le plus d'intérêt pour les œuvres de Crivelli et qui les achètent avant de les céder, en partie, à la National Gallery de Londres, où se trouve la plus grande collection des œuvres du peintre dans un musée, dans une salle entière de l'aile Sainsbury. Cette prééminence de Crivelli dans le monde anglo-saxon s'explique par la vague du goût pour le préraphaélisme : encore plus que les Florentins, Crivelli rassemble à lui seul, pour William Morris et ses partisans, toutes les composantes appréciées par ce mouvement, comme l'habileté de l'artisan, le goût décoratif, la nostalgie pour le gothique et le type de personnages, toujours en équilibre entre détachement vers un idéal et proximité humaine avec le spectateur. Il est facile de comprendre comment la décadence économique et culturelle de l'Italie avant l'unification facilite la tâche des collectionneurs britanniques qui se sont approprié l'Annonciation d'Ascoli mise au rebut à Brera pour être remplacée par un (faux) Caravage et la Vierge à l'hirondelle de Matelica, alors que Giovanni Battista Cavalcaselle l'a indiquée parmi les œuvres à conserver dans le patrimoine artistique du nouvel État.
Cavalcaselle (1871) contribua à la réhabilitation de l'artiste, tout comme la première monographie de Ruthford (1900), dans laquelle Crivelli est ramené au rang de précurseur de la Renaissance padouane. L'étude de Drey (1927) est négligeable, en raison de ses erreurs, tandis que des hypothèses pertinentes sont formulées par Lionello Venturi (1907). 
Berenson écrit : « Jusqu'à présent, il n'y a pas de formule qui ne déforme pas notre idée de la peinture italienne du XVe siècle, et en même temps qui rend justice à un artiste comme Carlo Crivelli qui se classe parmi les plus authentiques de tout un pays ; et cela ne nous fatigue jamais, même lorsque les soi-disant « grands maîtres » deviennent fastidieux. [...] Mais Crivelli aurait dû être étudié pour lui-même [...]. La majeure partie de sa vie est éloignée des grands courants culturels [...]. Il est resté en dehors du mouvement de la Renaissance, qui est un mouvement de développement constant. ».
Roberto Longhi parle de Crivelli dans son Viatico (1946).
À partir de l'exposition d'Ancône en 1952 qui dévoile le Triptyque de Montefiore (en fait une section d'un polyptyque), Pietro Zampetti entame l'étude de Carlo Crivelli, avec une reconstitution du catalogue du peintre, progressivement mis à jour. En 1961, le nouveau catalogue de la National Gallery, avec des fiches à jour de Martin Davies, reconstitue le polyptyque de Montefiore dell'Aso et clarifie la double origine du prétendu polyptyque Demidoff, avec l'aide de Federico Zeri qui publie un essai sur Crivelli.
Les indications de Zeri sont confirmées et développées dans les deux monographies d'Anna Maria Bovero (1961 et 1975). En 1961, l'exposition monographique de Venise clarifie certains aspects de l'œuvre du peintre. De nombreuses études suivent, dont celles de Gioia Mori (1983) et Teresa Zanobini Leoni (1984).

## Postérité
L'influence de Carlo Crivelli est enracinée dans la région des Marches et investit tout d'abord son frère Vittorio, rejoint par des peintres comme Pietro Alemanno, le jeune Cola dell'Amatrice, Lorenzo d'Alessandro et Stefano Folchetti. Vincenzo Pagani passe de l'influence de Crivelli à celle de Lorenzo Lotto, comme un passage du témoin entre les deuxartistes Vénitiens dans l'art des Marches.
Bien qu'une relation directe ne puisse être établie, le réalisme piquant de Crivelli, liées aux objets, aux humeurs des personnages, à la vie quotidienne, ne se sont développées, par d'autres moyens, qu'au XVIIe siècle, à commencer avec l'école lombarde et le Caravage.

## Style
Le style de Carlo Crivelli se distingue par une ornementalité exacerbée qui le place en marge des grands courants artistiques de son époque, le style gothique flamboyant et le nouveau style antiquisant développé notamment par Mantegna.
Sa peinture se propose de maintenir la grandeur de l'image sacrée dans ses fonctions traditionnelles, tout en utilisant les ressources les plus variées que la peinture moderne met à sa disposition. Il n'introduit jamais le paysage dans la pala alors qu'il est un maître du paysage dans les panneaux de dévotion particulière. Considérant qu'émouvoir le fidèle est la première fonction de l'image religieuse, il donne à voir les saints personnages tout entier occupés dans un « pathos » démonstrati.

## Œuvres

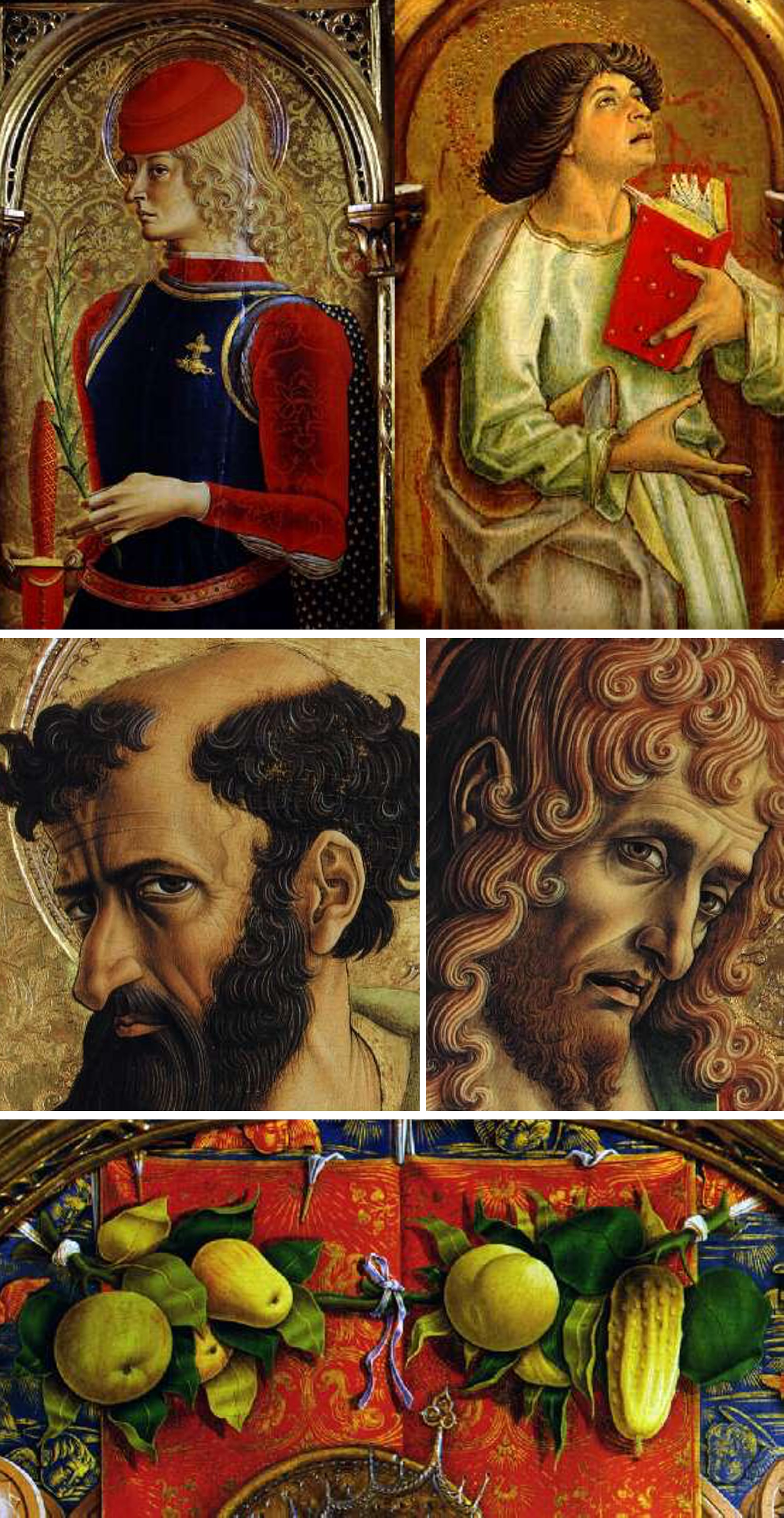
Détails du retable du dôme d'Ascoli.

Une grande partie de son œuvre est conservée à la National Gallery de Londres. Ces retables et tableaux, dont la célèbre Annonciation, ont été acquis pour la plupart dans les années 1860-1870, car ils correspondaient au goût  de la société anglaise à cette époque. La Pinacothèque de Brera à Milan comprend également une collection de peintures de Crivelli, formée à l'époque des spoliations napoléoniennes.
National Gallery, Londres

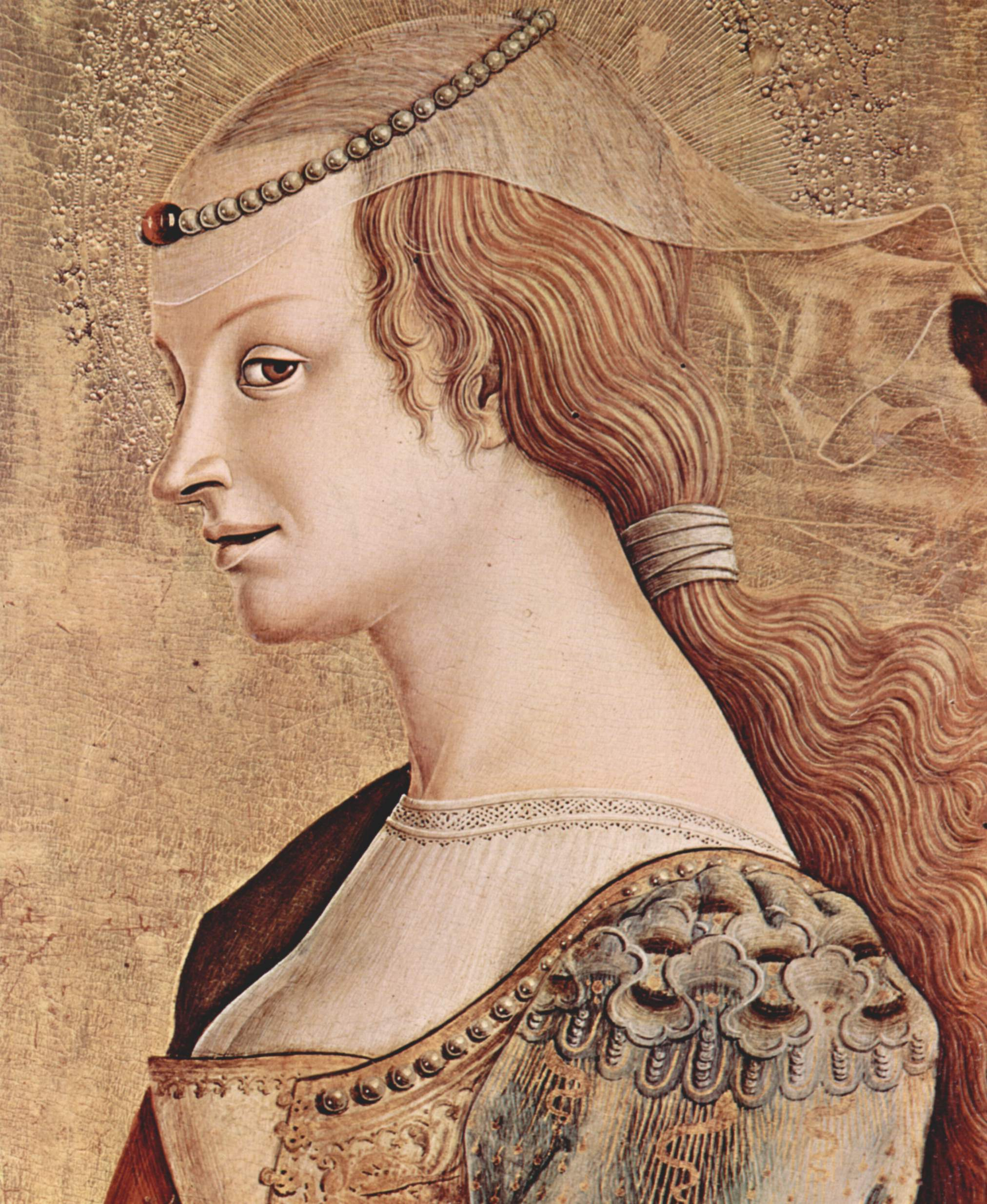
Sainte Marie Madeleine (Crivelli, Montefiore), détail du Triptyque de Montefiore.

- Saint Pierre et Saint Paul (1470),
- Pietà (Christ en homme de douleurs) (1471),
- Annonciation avec Saint Emidius, 1486, tempera et huile sur panneau, 207 × 146 cm, peint pour l'église franciscaine de l'Annonciation d'Ascoli Piceno, une des possessions pontificales des Marches[20].
- La Vierge à l'hirondelle, 1490, 175 × 51 cm, initialement dans l'église Saint-François de Matelica, dans la région des Marches
- Pala Becchetti (1491), initialement dans l'église de S. Francesco à Fabriano

Pinacothèque de Brera, Milan

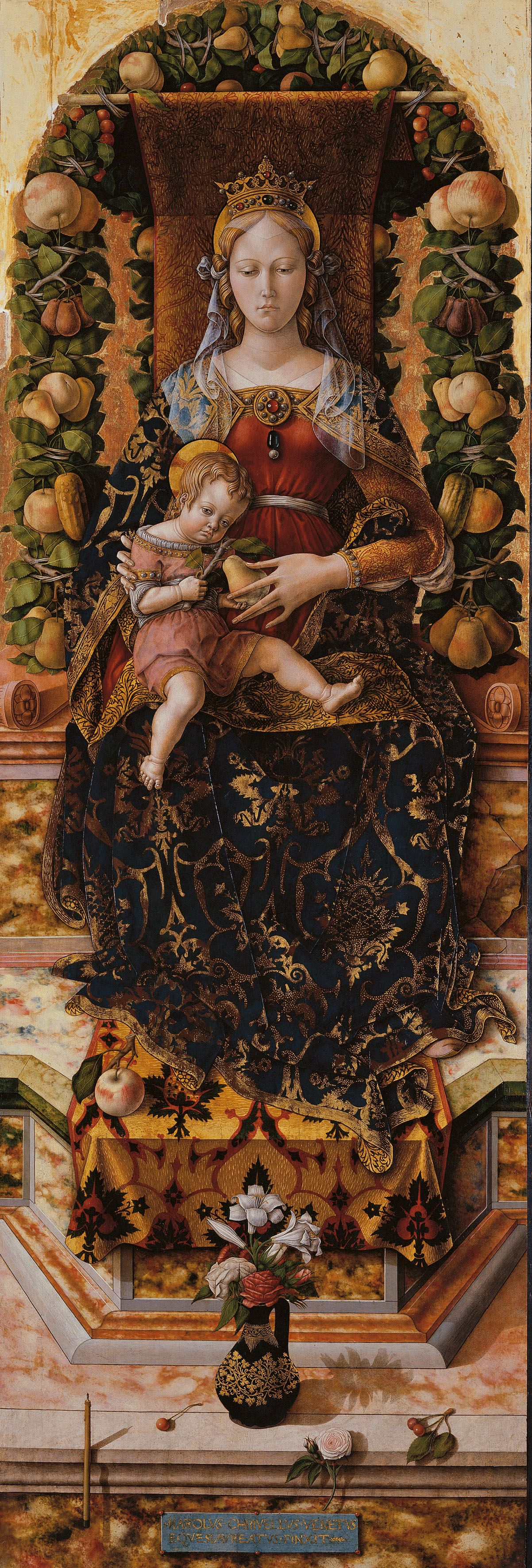
Vierge à la bougie (Madonna della Candeletta), Musée Brera, Milan

- Triptyque de Camerino (1482), provenant de San Domenico à Camerino
- Saints Antoine Abbé, Jérôme et André, Saints Jacques le Majeur, Bernardin de Sienne et Nicodème ? (1482), provenant de San Domenico à Camerino
- Vierge à la bougie (Madonna della Candeletta) (1490), initialement sur le maître-autel du Duomo de Camerino
- Crucifixion (1490), provenant de Camerino
- Couronnement de la Vierge (1493), provenant de l'église S. Francesco de Fabriano
- Pietà (1493), provenant de l'église S. Francesco de Fabriano

Cathédrale, Ascoli Piceno
- Polyptyque d'Ascoli Piceno (1473), le seul polyptyque entièrement intégré, y compris son encadrement original, et conservé dans le même lieu pour lequel il fut commandé par l'évêque Prospero Caffarelli

Nuovo Polo Museale di San Francesco, Montefiore dell'Aso
- San Pietro (1471),
- Santa Caterina d'Alessandria (1471),
- Santa Maria Maddalena (1471)
- Beato Giovanni Duns Scoto (1471),
- Santa Chiara (1471),
- San Ludovico da Tolosa

Detroit Institute of Arts
- Pietà (1470),
- San Giovanni evangelista,
- San Pietro (1471)

Musées royaux des Beaux-Arts de Belgique, Bruxelles
- Registre supérieur du Retable réalisé pour l'église San Francesco de Montefiore dell'Aso, dans la Marche d'Ancône en 1471-1472, aujourd'hui démembré
  - La Vierge et l'Enfant, panneau central, 180 × 65 cm
  - Saint François d'Assise, panneau de droite, bois cintré, 183 × 56,5 cm,

Autres lieux

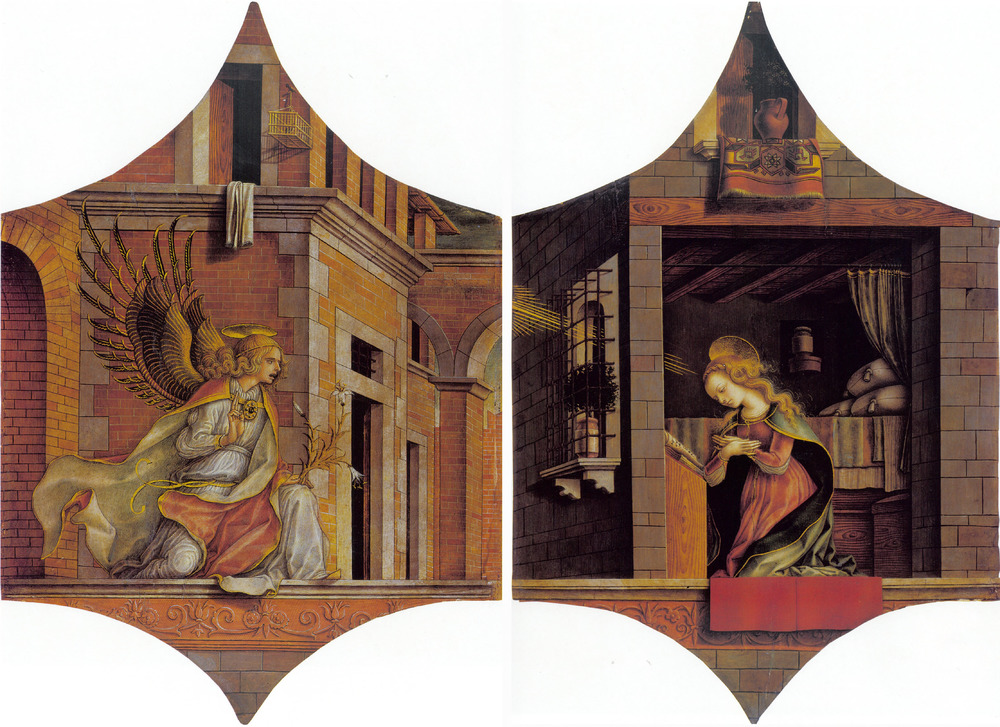
Annonciation, Städel Museum, Francfort.

- Sainte Marie-Madeleine, bois, 152 × 49 cm,  Rijksmuseum Amsterdam, inv. no SK-A-3989
- Madone Huldschinsky, Musée d'Art de San Diego
- Madonna col Bambino e putti con i simboli della Passione (1460-65), Museo di Castelvecchio, Vérone
- Madonna col Bambino e due angeli (1465), Cata-Dujsin-Ribar, Zagreb
- Madonna col Bambino e due angeli (1465), Collection Bayer, New York
- Polyptyque de Massa Fermana (1468), chiesa dei SS. Lorenzo, Silvestro e Rufino, Massa Fermana
- Madone Cook (1470), National Gallery of Art, Washington
- Madone Speyer, Fondazione Cini, Venise.
- San Giorgio e il drago (1470), Isabella Stewart Gardner Museum, Boston
- Santi Caterina d'Alessandria e Girolamo (1470), Philbrook Art Center, Tulsa
- Santi Antonio abatte e Lucia (1470), Musée national de Cracovie[21]
- San Luca (1471), National Trust, Upton House
- Apostolo (1471), National Trust, Upton House
- Cristo benedicente (1471), Clark Art Institute, Williamstown
- Sant'Andrea (1471), Honolulu Museum of Art
- Apostolo (1471), Honolulu Museum of Art
- Apostolo (1471), Metropolitan Museum of Art, New-York
- Madone Lenti (1472), Metropolitan Museum of Art, New-York
- Premier Triptyque de Valle Castellana (1472 - 73), Pinacoteca Civica, Ascoli Piceno
- Second Triptyque de Valle Castellana (1472 - 73), Pinacoteca Civica, Ascoli Piceno
- Un saint apôtre (vers 1472-1476), tempera et or sur bois, 28 × 20,7 cm, collection Alana (acquisition 2011), Newark (Delaware), États-Unis[22].
- Saint Jacques de la Marche et deux donateurs, 1477, 198 × 64 cm, musée du Louvre, Paris
- La Cène (1482), Musée des beaux-arts de Montréal, provenant de S. Domenico à Camerino
- Le Christ mort au tombeau soutenu par deux anges, 1477, 16,7 × 12,0 cm, musée du Louvre
- L'Adoration des bergers, 1490-1492, tempera et or sur bois, 37 × 51 cm, musée des Beaux-Arts de Strasbourg
- Saint Roch (v. 1493), panneau d'un polyptyque, huile sur bois, 40 × 12 cm, The Wallace Collection, Londres
- Deux triptyques au Musée Jacquemart-André à Paris.

### Polyptyques
À l'exception du Polyptyque d'Ascoli Piceno, dans la Chapelle du Saint-Sacrement de la Cathédrale d'Ascoli Piceno, et de La Vierge à l'hirondelle, à la National Gallery, Londres), tous les autres ont été démembrés et dispersés.
- Polyptyque (1468), chiesa dei SS Lorenzo, Silvestro e Rufino, Massa Fermana
- Polyptyque de l'église San Francesco située à Montefiore dell'Aso (1471-1472) :
  23 panneaux organisés en trois registres. 
  - Celui du haut comprend la Vierge accompagnée de saint Pierre et de sainte Catherine d'Alexandrie à gauche et de saint François d'Assise et Marie-Madeleine à droite.
  - Au centre une Pietà surmontée de sainte Claire, saint Louis de Toulouse et d'autres saints.
  - La prédelle comprend 11 parties représentant les apôtres. L'ensemble mesurait 2,75 m de large
    - Quelques éléments sont restés à Montefiore dell'Aso, église di Santa Lucia.
    - La Vierge et l'Enfant, 183 × 57 cm, panneau central, et Saint François d'Assise, 183 × 58 cm sont dans les Musées royaux des Beaux-Arts de Belgique, Bruxelles
    - Les autres panneaux sont dispersés dans plusieurs autres musées d'Europe, des États-Unis et à Honolulu.
- Polyptyque de La Vierge à la bougie, 1490, initialement sur le maître-autel du Duomo de Camerino détruit par le tremblement de terre de 1799[23] :
  - Vierge à la bougie, Pinacothèque de Brera
  - Saint Pierre et saint Paul, bois, 208 × 42 cm et Saint Jérôme et saint Augustin, 208 × 71 cm, Galeries de l'Académie de Venise

## Galerie

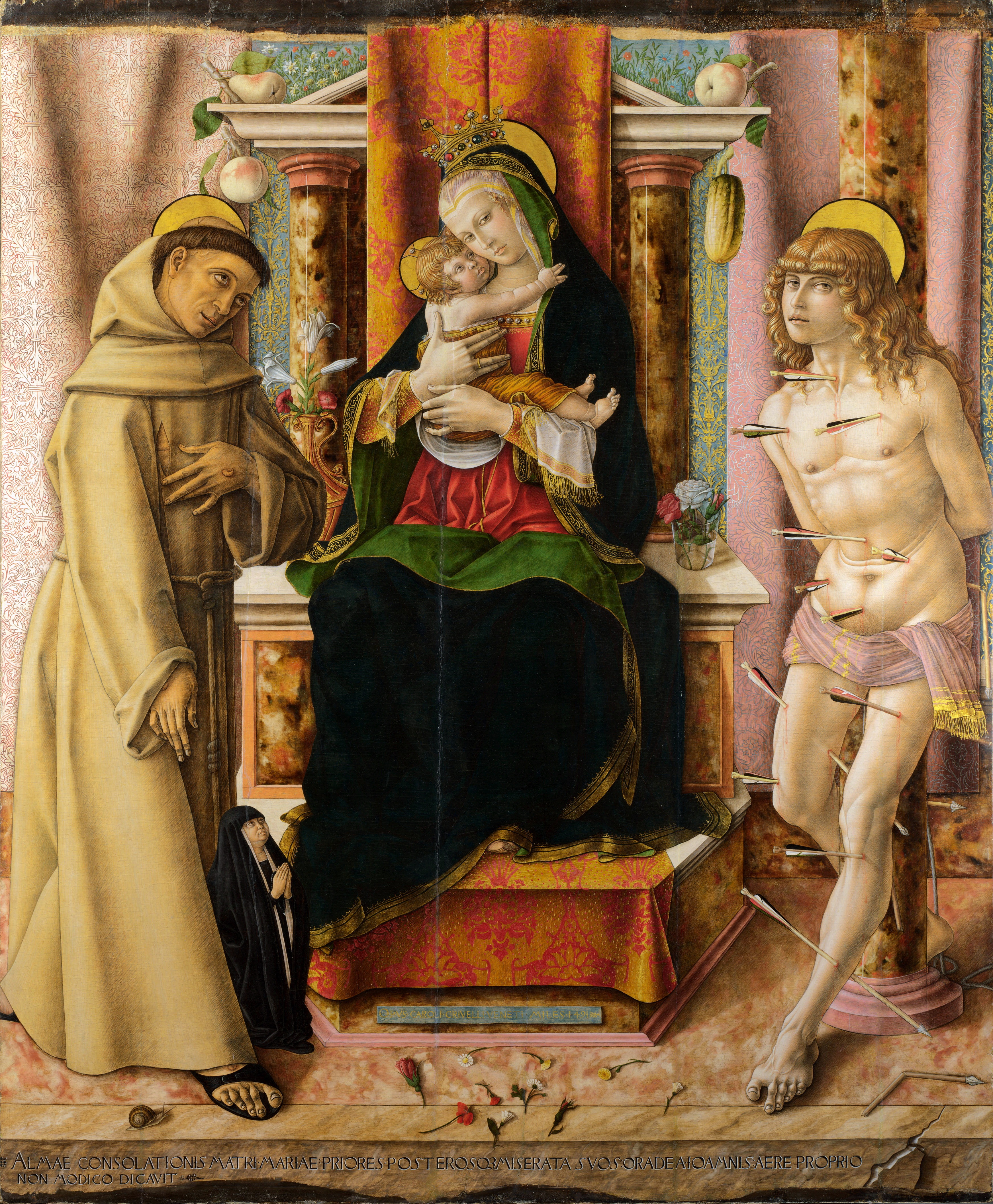
Vierge à l’Enfant avec saint François et saint Sébastien.
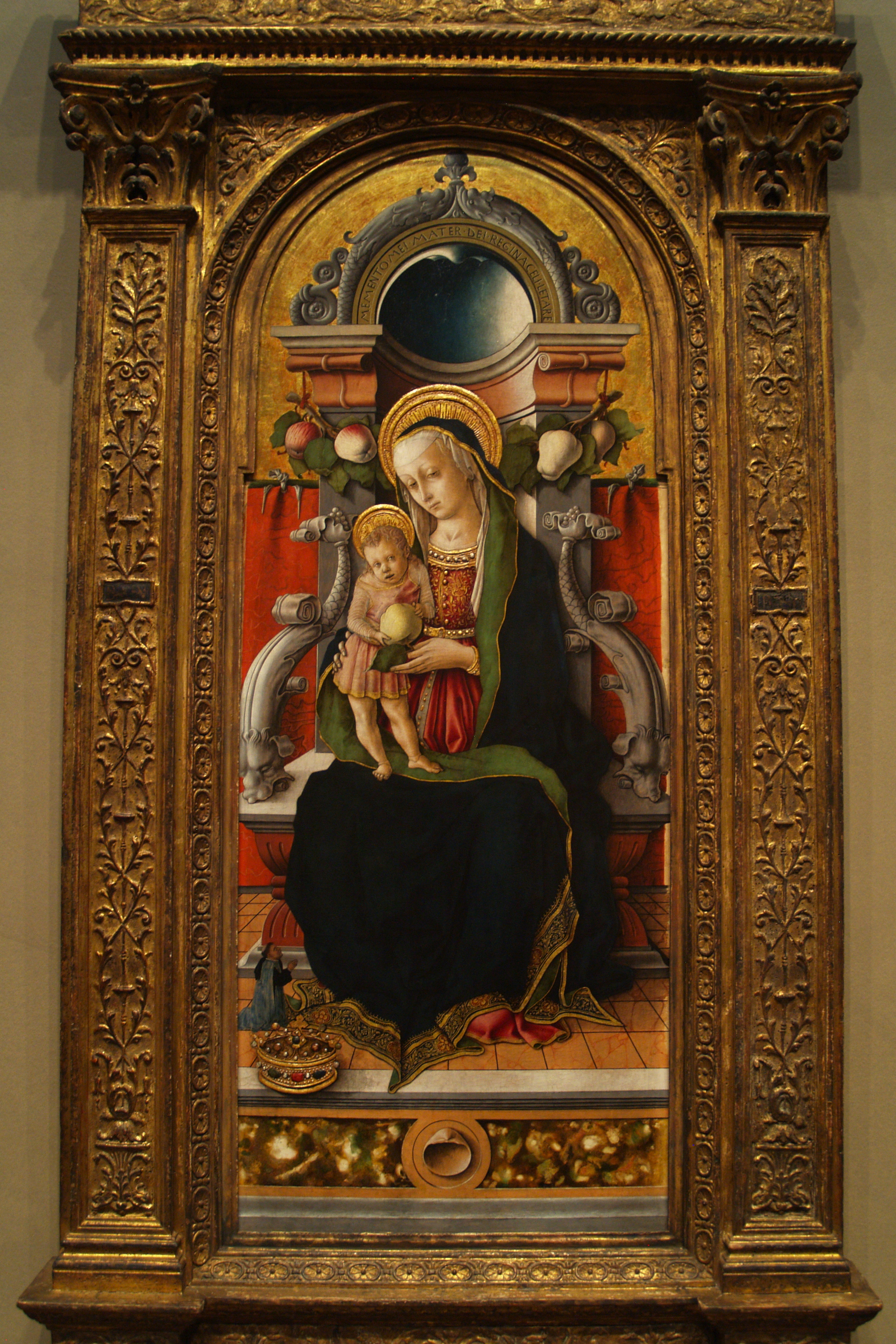
Vierge à l’Enfant et Donateur, National Gallery of Art de Washington, à l’origine à l’église San Giorgio de Porto San Giorgio dans les Marches.
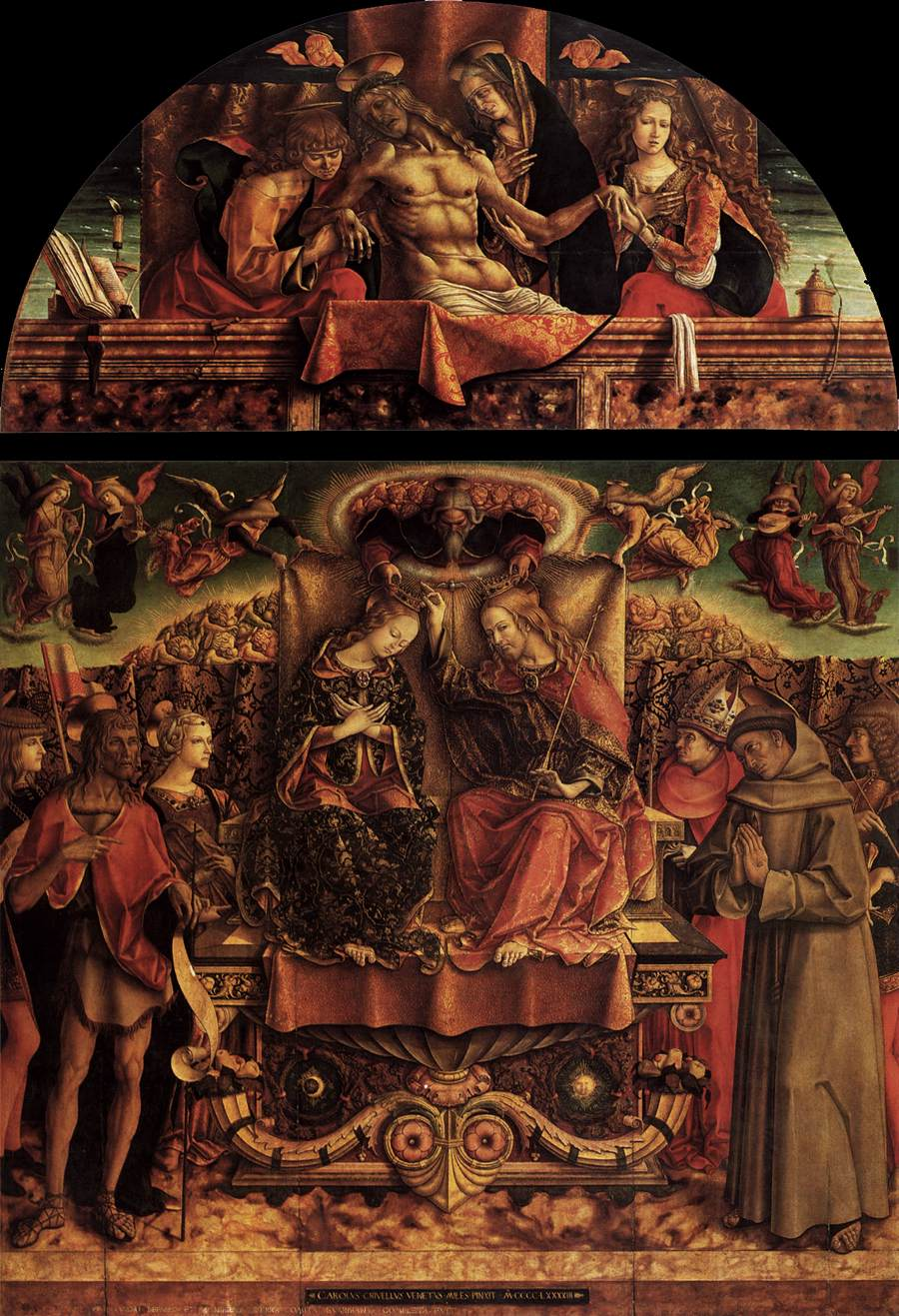
Couronnement de la Vierge.
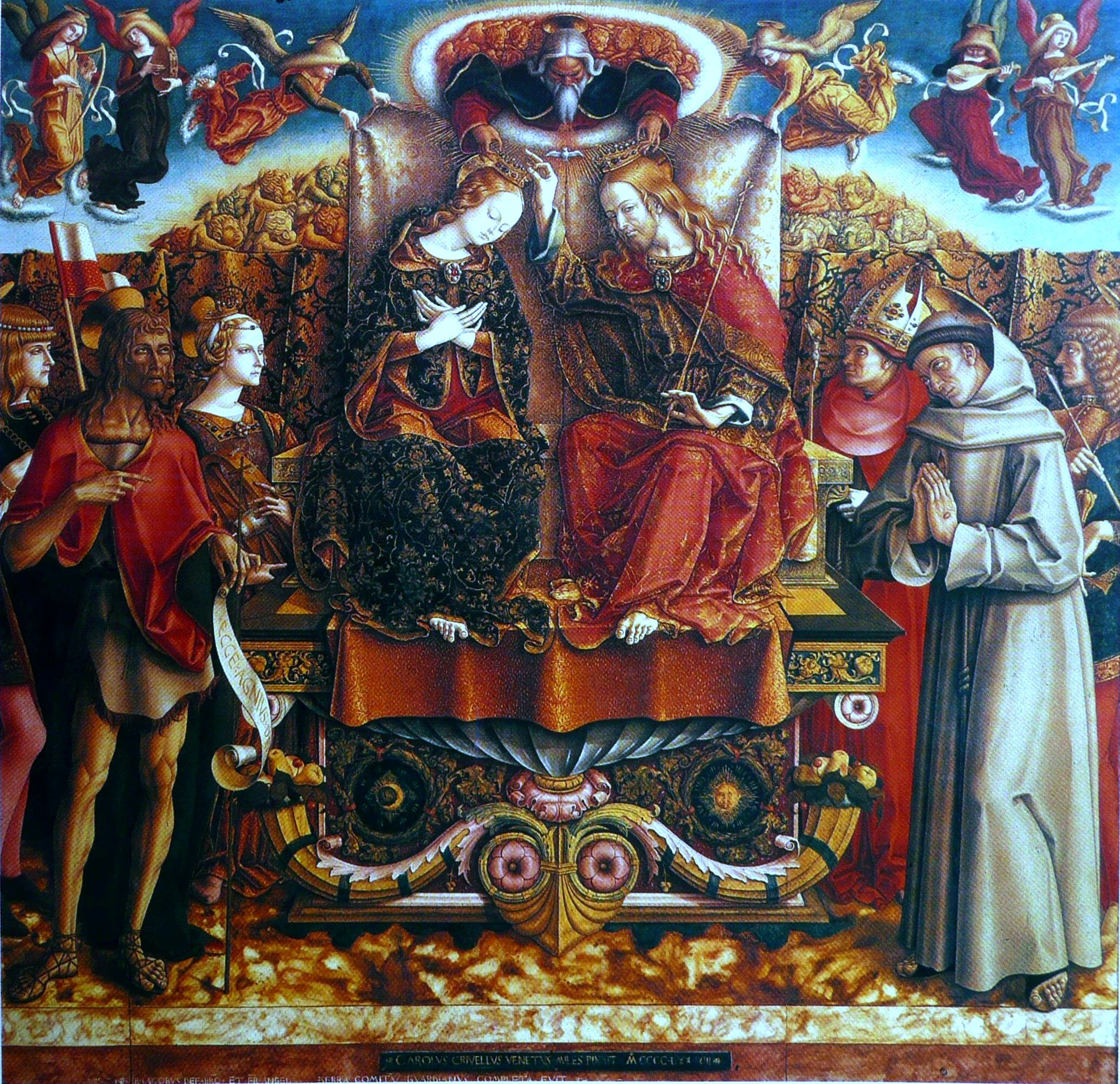
Détail du Couronnement de la Vierge.
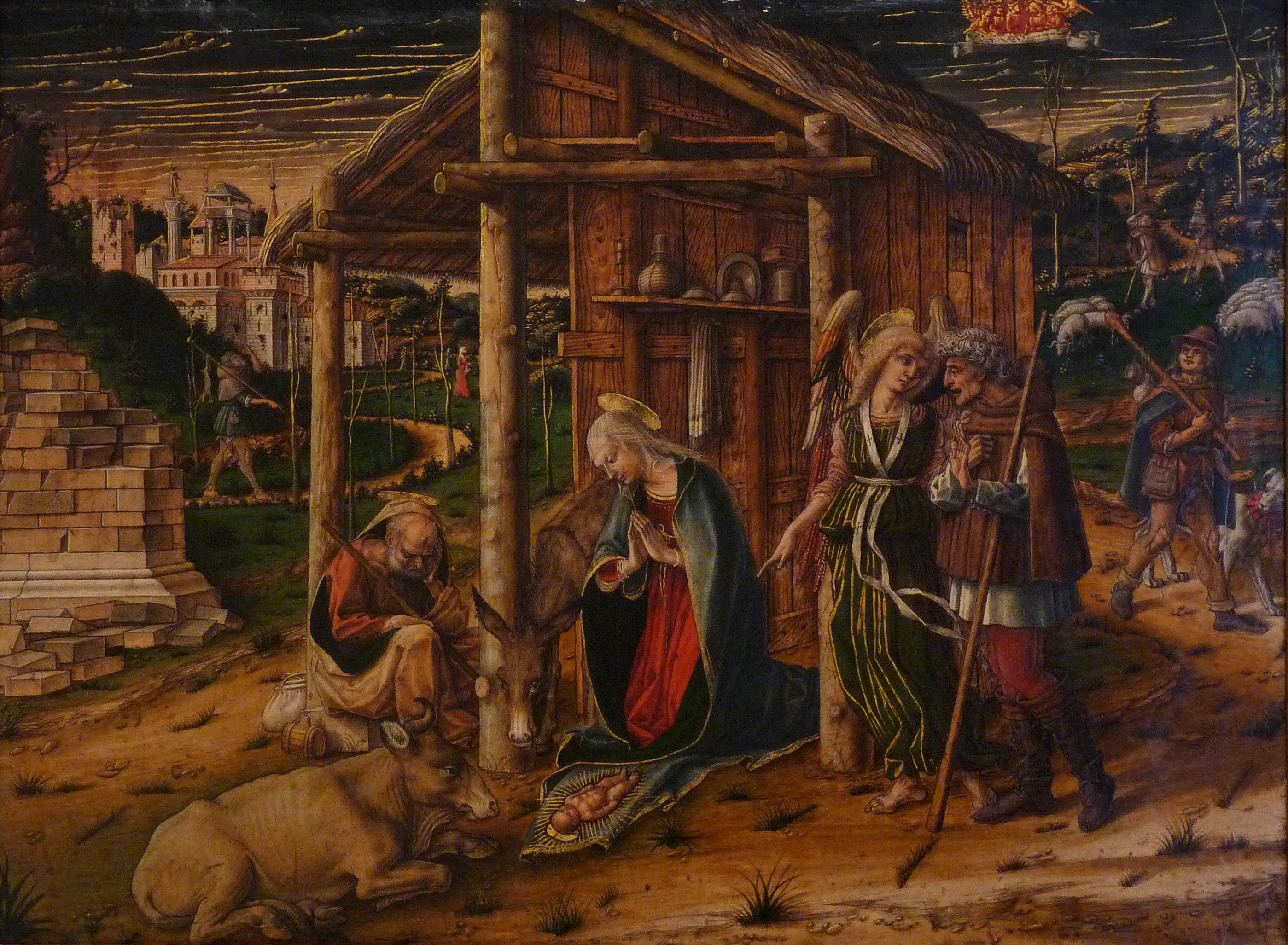
L'Adoration des bergers.
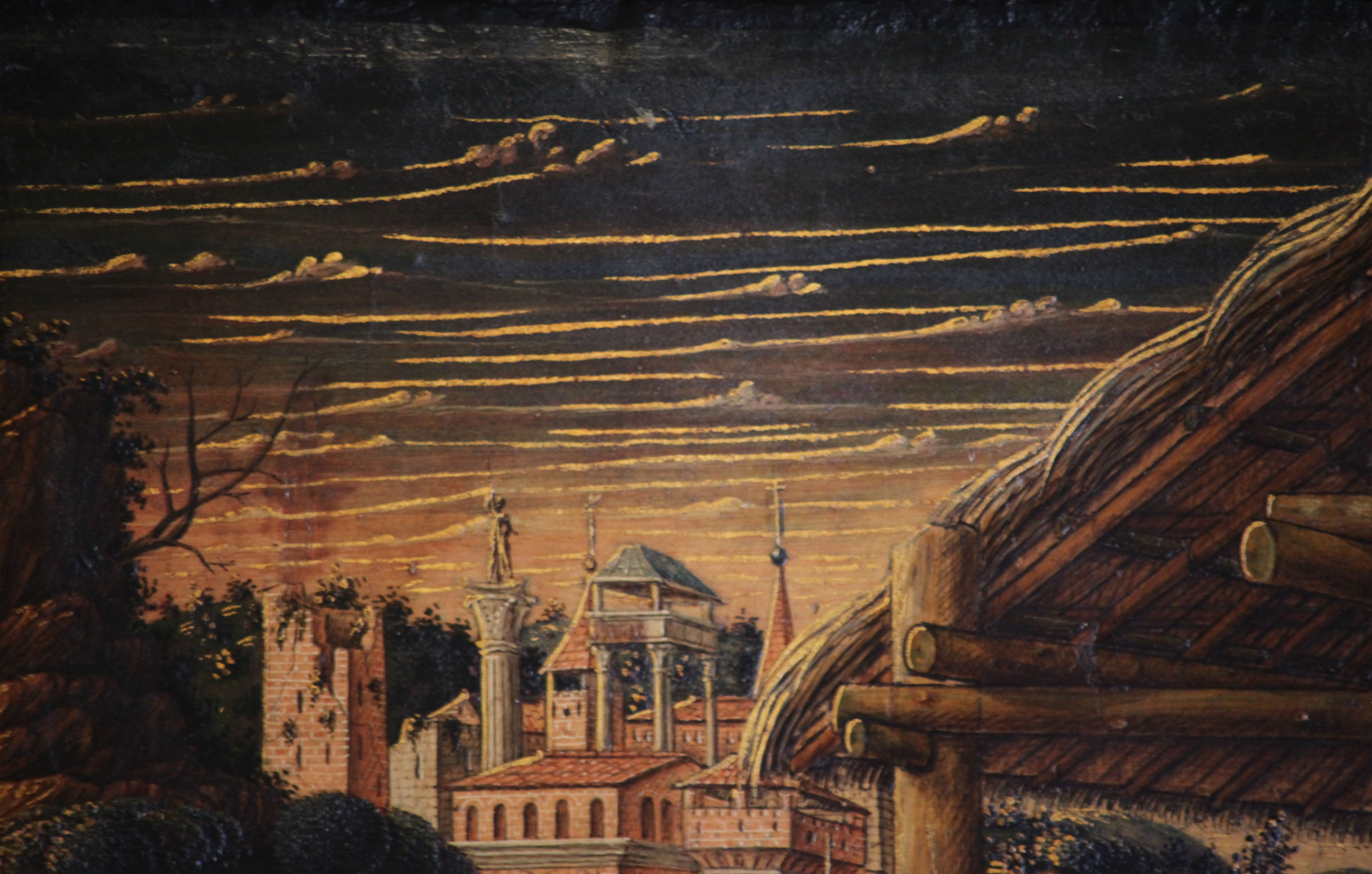
Détail de L’Adoration des bergers.
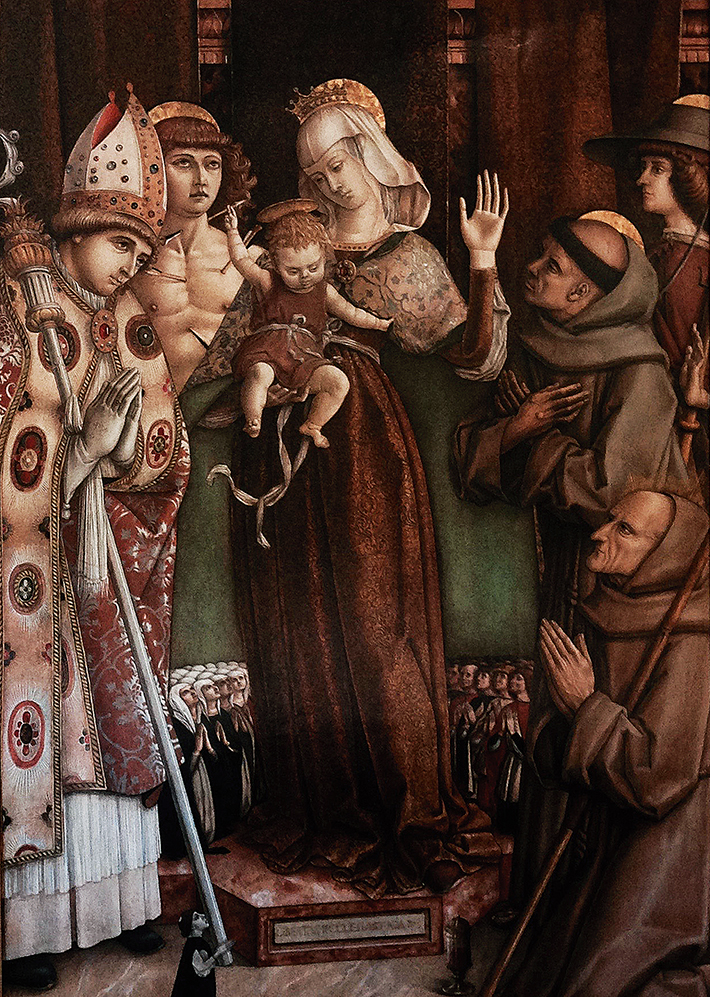
Vierge à l’Enfant avec saints.
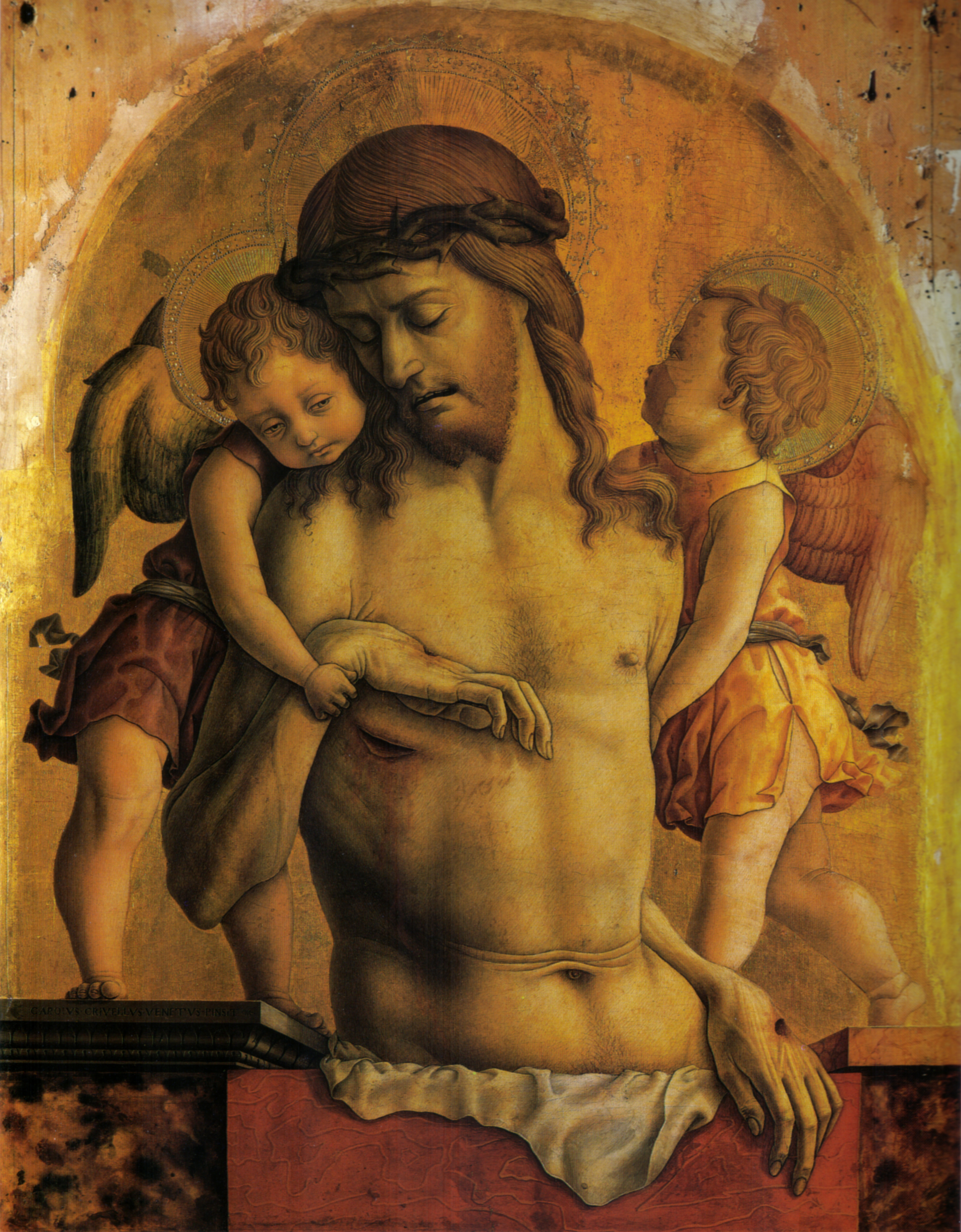
Pietà de Montefiore (Christ en homme de douleurs), National Gallery  Londres, à l’origine à l’Église de Montefiore dell'Aso dans les Marches.